# Martinjahnsia
Martinjahnsia is een monotypisch geslacht van korstmossen behorend tot de familie Teloschistaceae. Het bevat alleen de soort Martinjahnsia resendei. Het geslacht is genoemd naar prof. dr. Martin Jahns.